# Victor Bay
Victor Bay är en vik i Antarktis. Den ligger i Östantarktis. Frankrike gör anspråk på området.